# Venusia crassisigna
Venusia crassisigna är en fjärilsart som beskrevs av Inoue 1987. Venusia crassisigna ingår i släktet Venusia och familjen mätare. Inga underarter finns listade i Catalogue of Life.